# Jan Gawęcki (profesor)
Jan Witold Gawęcki (ur. 8 sierpnia 1944 w Skierniewicach) – polski technolog żywności i żywienia, profesor nauk rolniczych. Syn Kazimierza Gawęckiego.

## Życiorys
Ukończył w 1967 studia na Wydziale Technologii Rolno-Spożywczej Wyższej Szkoły Rolniczej w Poznaniu. Przez wiele lat związany z tą uczelnią (przekształconą w Akademię Rolniczą i następnie w Uniwersytet Przyrodniczy w Poznaniu). Doktoryzował się w 1974, stopień doktora habilitowanego uzyskał w 1982. W 1991 otrzymał tytuł profesora nauk rolniczych
Był współtwórcą Katedry Higieny Żywienia Człowieka na macierzystej uczelni, a także pomysłodawcą Ogólnopolskiej Olimpiady Wiedzy oraz inicjatorem Krajowych Warsztatów Żywieniowych. W pracy naukowej zajął się zagadnieniami z zakresu fizjologii i higieny żywienia człowieka. Wykładał również w Wyższej Szkole Gospodarki w Bydgoszczy, powoływany w skład Komitetu Nauki o Żywieniu Człowieka Polskiej Akademii Nauk, rady Fundacji na rzecz Nauki Polskiej, kierował Zespołem Nauk Rolniczych i Leśnych Komitetu Badań Naukowych.
Autor ponad czterystu prac naukowych, w tym około 160 oryginalnych prac twórczych. Napisał także podręczniki, monografie i skrypty dla studentów, w tym podręcznik akademicki Żywienie człowieka. Podstawową problematyką jaką się zajmuje jest żywność i żywienie człowieka.
Pod jego kierunkiem stopień naukowy doktora uzyskał m.in. Zbigniew Krejpcio.
W 2011 odznaczony przez prezydenta Bronisława Komorowskiego Krzyżem Oficerskim Orderu Odrodzenia Polski. W 2001 otrzymał Krzyż Kawalerski tego orderu. Wyróżniony tytułami doktora honoris causa Uniwersytetu Przyrodniczego we Wrocławiu (2012) oraz Szkoły Głównej Gospodarstwa Wiejskiego w Warszawie (2013, promotorem przewodu był profesor Wojciech Roszkowski).